# QR 3700
QR 3700 bezeichnet eine Baureihe von elektrischen Lokomotiven der australischen Eisenbahngesellschaft Queensland Rail (QR).

## Geschichte
Die QR 3700 sind durch einen Umbau aus den Baureihen QR 3100 und QR 3200 hervorgegangen. Die Modernisierung wurde von der United Group und Siemens durchgeführt. Wurden bisher fünf Lokomotiven für einen Zug benötigt, so sind es nunmehr nur noch drei.
Die Lokomotive war auch Vorbild für einen Lokneubau bei Siemens. Dieser wurde mit beinahe derselben Elektrotechnik ausgerüstet. Dieser Neubau ist unter der Baureihenbezeichnung QR 3800 eingereiht.
Der Umbau umfasste folgende Änderungen:
- Ersatz der Traktionsausrüstung
- Mechanik des Wagenkastens und der Drehgestelle
- Erhöhung der Dienstmasse
- Einbau von Bildschirmen für Betriebs- und Diagnoseinformationen
- Bremssystem
- Entfall eines Führerstandes
- Führerstandsmodernisierung

## Technische Merkmale
Die Lokomotiven besitzen sechs Treibachsen, die sich in drei Drehgestellen befinden. 
Die Lokomotive ist mit einem Einholmstromabnehmer der Firma Austbreck ausgerüstet. Über eine Dachleitung wird der Hochspannungstransformator und der Hauptschalter versorgt. Hinter einem Überspannungsableiter befindet sich die Dachdurchführung, durch die die Verbindung zum Haupttransformator hergestellt wird. Die Oberspannung von 25 kV wird auf 990 V herabgesetzt.
Der Stromrichter besteht aus drei unabhängigen Umrichtern. Diese versorgen jeweils die Motoren eines Drehgestells und einen Hilfsbetriebeumrichter. Jeder Umrichter besitzt zwei Vierquadrantensteller.

## Einsatz
Die Loks werden vor Kohlezügen im Goonyella- und im Blackwaternetz eingesetzt. Im Goonyellanetz befördern jeweils drei Lokomotiven bis zu 120 Wagen mit jeweils 106 t. Dies ergibt eine Wagenzugmasse von 12.720 Tonnen bei einer Gesamtmasse von 13.098 Tonnen. Im Blackwaternetz werden bis zu 100 Waggons mit jeweils 104 t eingesetzt, was eine Wagenzugmasse von 10.400 Tonnen ergibt.